# Four Strong Winds
Four Strong Winds è un brano musicale scritto da Ian Tyson nel 1961 e registrato dal duo folk canadese Ian & Sylvia. 

## Cover
La canzone è stata registrata da moltissimi artisti tra cui Neil Young, The Band, Hank Snow, The Seekers, Judy Collins, The Browns, Bob Dylan, Marianne Faithfull, The Searchers, John Denver, The Kingston Trio, Trini Lopez, Waylon Jennings, Bobby Bare, The Wolfe Tones, Blue Rodeo, Joan Baez, Harry Belafonte, Tony Rice, Johnny Cash, The Carter Family, Hep Stars e Sarah McLachlan.